# Santa Fe de Guardiola
Santa Fe de Guardiola és una església romànica de Bassella (Alt Urgell) inclosa a l'Inventari del Patrimoni Arquitectònic de Catalunya.

## Descripció
Santa Fe de Guardiola es troba en un petit veïnat de Bassella, situada sobre un promontori amb la capçalera assentada sobre una gran roca. És una construcció d'una nau coberta amb volta de canó, modificada en època moderna, i absis semicircular. Va ser ampliada amb dues capelles, a cantó i cantó de la nau, i una sagristia al costat de ponent, a tocar de l'absis. Presenta dues finestres de doble esqueixada, una al centre de l'absis i l'altra al mur de migdia. en aquest mateix costat s'obre la portalada d'arc de mig punt adovellada precedida per un porxo. A ponent s'alça la torre campanar refeta recentment.

## Història
No es conserva cap notícia relativa al lloc i a l'església de Guardiola.